# Kasumigaura, Ibaraki
Kasumigaura (かすみがうら市 Kasumigaura-shi) là một thành phố thuộc tỉnh Ibaraki, Nhật Bản.